# Cesemowe
Der Ort Cesemowe ist eine mittelalterliche Wüstung auf dem Gebiet der Gemeinde Gehlsbach im Landkreis Ludwigslust-Parchim im südwestlichen Mecklenburg-Vorpommern.

## Überliefertes
Die Siedlung Cesemowe wurde als Szizzimouwe im Jahr 1178 erstmals erwähnt und befand sich nahe Karbow-Vietlübbe. Im Jahr 1219 wurde der Ort als villa Cesemoue bezeichnet. Der exakte Standort und die Ursachen für die Aufgabe des Ortes sind nicht bekannt.

## Ortsname
Der Ortsname ist slawischen Ursprungs und bezeichnet einen Familien- oder Sippennamen (Cêim).